# Bart Vlaeminck
Pour les articles homonymes, voir Vlaeminck.
Bart Vlaeminck est un footballeur belge né le 29 mai 1984 à Oostkamp en Flandre Occidentale (Belgique). C'est un milieu offensif droitier. 

## Biographie
Formé au FC Bruges, il fait partie de l'effectif entre 2004 et 2006. Il joue trois matchs, notamment lors de la saison 2005 au terme de laquelle Bruges remporte le Championnat de Belgique de football. Il est loué en janvier 2006 pour 6 mois au KSV Roulers (D1). 
À la fin de la saison 2006, il est transféré au KFC Vigor Wuitens Hamme en D2 belge. Lors du mercato suivant, en juillet 2007, il rejoint le KRC Waregem, en D3A. En juin 2010, il quitte Waregem pour le KSV Bornem promu en D3 pour la saison 2010-2011.

## Carrière
| Saison                                                                  | Club            | Division        | Championnat | Championnat | Championnat | Championnat | Championnat | Championnat  | Coupe de Belgique | Coupe de Belgique | Coupe de Belgique | Coupe de Belgique | Coupe de Belgique | Coupe de Belgique |
| Saison                                                                  | Club            | Division        | Min         | J           | T           | But inscrit | Averti      | Carton rouge | Min               | J                 | But inscrit       | T                 | Averti            | Carton rouge      |
| ----------------------------------------------------------------------- | --------------- | --------------- | ----------- | ----------- | ----------- | ----------- | ----------- | ------------ | ----------------- | ----------------- | ----------------- | ----------------- | ----------------- | ----------------- |
| 2004-2005                                                               | Club Bruges KV  | D1              | 88          | 3           | 1           | 0           | 0           | 0            | 20                | 1                 | 0                 | 1                 | 0                 | 0                 |
| 2005-2006                                                               | KSV Roulers     | D1              | 9           | 1           | 0           | 0           | 0           | 0            | 0                 | 0                 | 0                 | 0                 | 0                 | 0                 |
| 2006-2007                                                               | KFC VW Hamme    | D2              | 1277        | 23          | 12          | 1           | 4           | 0            | 147               | 3                 | 1                 | 0                 | 0                 | 0                 |
| 2007-2008                                                               | Racing Waregem  | D3A             | 1351        | 22          | 9           | 1           | 3           | 0            | 0                 | 0                 | 0                 | 0                 | 0                 | 0                 |
| 2008-2009                                                               | Racing Waregem  | D3A             | 1448        | 23          | 16          | 3           | 3           | 0            | 0                 | 0                 | 0                 | 0                 | 0                 | 0                 |
| 2009-2010                                                               | Racing Waregem  | D3A             | 2031        | 27          | 25          | 2           | 4           | 0            | 0                 | 0                 | 0                 | 0                 | 0                 | 0                 |
| 2010-2011                                                               | KSV Bornem      | D3              | -           | -           | -           | -           | -           | -            | -                 | -                 | -                 | -                 | -                 | -                 |
| Total 2004-2010                                                         | Total 2004-2010 | Total 2004-2010 | 6204        | 99          | 63          | 7           | 14          | 0            | 167               | 4                 | 1                 | 1                 | 0                 | 0                 |
| Min: minutes jouées ; J: matchs joués ; T: matchs joués comme titulaire |                 |                 |             |             |             |             |             |              |                   |                   |                   |                   |                   |                   |

Sources: Belgian soccer database

## Palmarès
- Champion de Belgique en 2005 avec le FC Bruges